# Alfonso Flórez
Flórez  Ortiz est un nom espagnol. Le premier nom de famille, en général paternel, est Flórez ; le second, en général maternel, souvent omis, est Ortiz.
Alfonso Flórez Ortiz, né le 5 novembre 1952 à Bucaramanga (département de Santander) et mort le 23 avril 1992 à Medellín, est un ancien coureur cycliste professionnel colombien. Il a fait partie de la première équipe cycliste colombienne (amateurs) invitée à participer à un grand tour, le Tour de France 1983.

## Biographie
Il fait des débuts fracassants dans le Tour de Colombie 1974, en y remportant deux étapes et en portant le maillot du meilleur néophyte. 
En 1975, il est convoqué pour rejoindre la sélection nationale qui participe aux Jeux panaméricains. Il est sélectionné pour être l'équipier des leaders Álvaro Pachón et Jaime Galeano. C'est dans ce rôle qu'il suit les Cubains Arencibia et Cardet. La neutralisation des leaders des principales sélections que sont la Colombie, les États-Unis et le Mexique, lui permet de jouer sa carte personnelle et de s'intercaler entre les deux Cubains, pour s'offrir la médaille d'argent.
En 1977, se dispute le championnat du monde amateurs à San Cristóbal, au Venezuela. Lors de l'épreuve, les Sud-Américains sont mis en difficulté par les nombreuses attaques des coureurs européens. Seuls Álvaro Pachón et Alfonso Flórez termineront dans le premier peloton, Flórez terminant, lui, à une remarquable douzième place, lors de l'emballage final et premier Colombien.
Après avoir terminé troisième en 1977, puis deuxième en 1978, il gagne le Tour de Colombie en 1979. Lors de la première étape, le favori Rafael Antonio Niño perd toutes ses chances sur chute. Flórez fait un rapproché au classement général, grâce à sa victoire dans le contre-la-montre en côte de la 10e étape. Et il s'empare de la tête du classement lors de l'avant-dernière étape, à la suite de la défaillance du leader de l'épreuve, son équipier, Gonzalo Marín, et ce, malgré la désapprobation de son directeur sportif, Raúl Mesa ; ce qui entraîna beaucoup de controverses. Cette année-là, il remporte également le Tour du Chili. 
En 1980, il gagne le Tour de l'Avenir à la surprise générale devant Sergueï Soukhoroutchenkov considéré comme le plus grand coureur amateur de l'époque. Lors de la quatrième étape, Flórez se glisse dans une échappée qui prend cinq minutes d'avance sur « Soukho ». Il prend la tête du classement général le lendemain. Et malgré le baroud d'honneur de Soukhoroutchenkov, lors des cinq derniers jours, qui lui permet de monter sur le podium après avoir fait trembler le Colombien, Alfonso Flórez devient le premier non européen à remporter cette épreuve. Sa victoire a montré que le cyclisme pouvait être performant en dehors de l'Europe et a permis à des équipes cyclistes colombiennes de participer aux grands Tours, quelques années plus tard, même si lui n'a pu véritablement en profiter, étant en fin de carrière. 
En 1981, il est accusé de dopage au Tour de Colombie,.
Il gagne à nouveau son Tour national en 1983. Là encore, il n'est pas au départ le leader de son équipe, mais il obtient ce rôle dès la fin de la première étape où il se glisse dans une échappée, qui lui permet de prendre du temps sur tous les favoris. Il accède à la première place du classement lors de la quatrième étape, qui arrive dans sa ville natale, Bucaramanga. Seul un jeune coureur lui disputera son leadership, Luis Herrera. Celui-ci lui reprend 1 min 44 s dans la neuvième étape, puis une quinzaine de secondes lors du contre-la-montre en côte. Au départ de la dernière étape, Alfonso Flórez a 2 min 10 s d'avance sur son jeune compatriote, à la faveur d'un incident mécanique qui fait perdre 1 min 12 s à Herrera. Lors de cette ultime étape, Luis Herrera joue son va-tout et reprend 1 min 55 s dans l'ascension de l’Alto de Minas. Mais dans la descente sur Medellín, la poursuite s'organise au profit de Flórez, qui s'adjuge la course de haute lutte. 
Cette même année, il participe à son premier grand tour, le Tour de France 1983. Il est le leader de l'équipe nationale, sponsorisée par les piles Varta. Malgré sa grande forme (selon lui) et sa qualité de favori potentiel (selon Félix Lévitan), il abandonne lors de la dixième étape, sur intoxication alimentaire. Il revient l'année suivante pour obtenir la dix-huitième place à l'arrivée. Il fera partie également de la première équipe colombienne invitée à participer au Tour d'Espagne en 1985.
Il arrête sa carrière en 1987. Fréquentant le milieu de la drogue, il meurt assassiné dans sa voiture par deux hommes à moto, en 1992, pour des raisons encore obscures,,.

## Équipes
- Amateurs :
  - 1983 :  Colombie – Piles Varta
  - 1984 :  Colombie – Piles Varta
- Professionnelles :
  - 1985 :  Piles Varta – Café de Colombia – Mavic
  - 1986 :  Café de Colombia – Piles Varta
  - 1987 :  Piles Varta – Café de Colombia

## Palmarès
- Tour de l'Avenir
  - Vainqueur en 1980.
- Tour de Colombie
  - Vainqueur en 1979.
  - Vainqueur en 1983.
  - 3 fois sur le podium (2e en 1978 et en 1980, 3e en 1977)[16].
  - 6 victoires d'étape en 1974, en 1976[17], en 1979 et en 1980[18].
- Clásico RCN
  - 1 fois sur le podium (3e en 1979)[19].
  - 2 victoires d'étape en 1981[20].
- Tour du Chili
  - 1er au classement général en 1979.
- Jeux panaméricains
  -  Médaille d'argent de la course en ligne en 1975.

## Résultats sur lesgrands tours

### Tour de France
3 participations.
- 1983 : abandon lors de la 10e étape.
- 1984 : 18e du classement général.
- 1986 : 27e du classement général.

### Tour d'Espagne
1 participation.
- 1985 : non partant au matin de la 17e étape.

### Tour d'Italie
Aucune participation.

## Résultats sur les championnats

### Championnats du monde amateurs
2 participations.
- San Cristóbal 1977 : 12e au classement final[22].
- Altenrhein 1983 : 50e au classement final[23].

### Jeux panaméricains
1 participation.
- Mexico 1975 :  2e au classement final.